# NGC 1808
NGC 1808 (również PGC 16779) – galaktyka spiralna z poprzeczką (SBa), znajdująca się w gwiazdozbiorze Gołębia. Odkrył ją James Dunlop 10 maja 1826 roku.

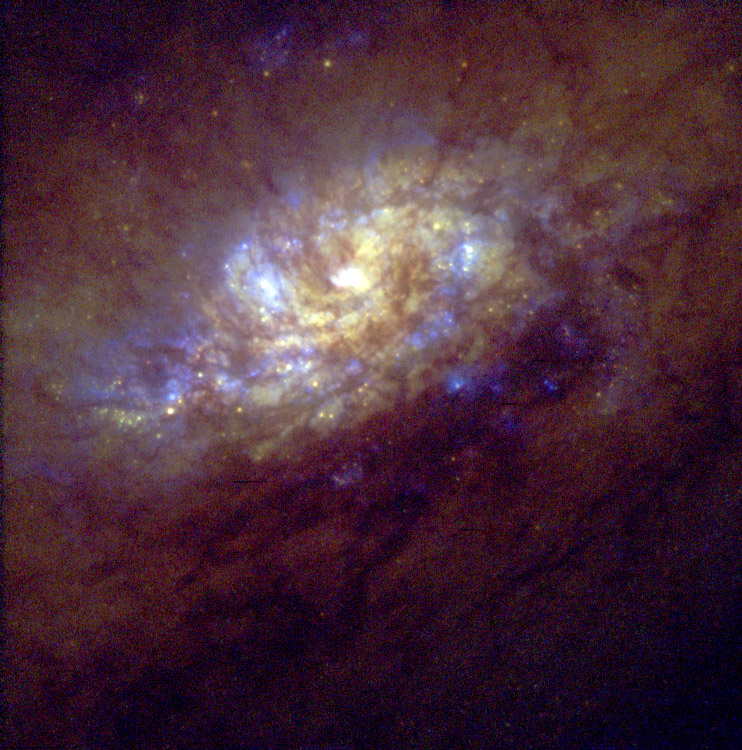
Centrum galaktyki, zdjęcie z Teleskopu Hubble'a

W galaktyce tej zaobserwowano supernową SN 1993af.